# Australian Research Council
O Australian Research Council (Conselho de Investigação Australiano ARC) é uma das duas principais agências do governo Australiano (NHMRC) para de forma competitiva fazer a alocação de financiamento de pesquisa para académicos e pesquisadores em universidades australianas. Sua missão é entregar políticas e programas que aprimorem a investigação e inovação australiana a nível global e em benefício da comunidade.
O ARC dá apoio a investigação fundamental e aplicada e de formação para a investigação através da competição nacional em todas as disciplinas, exceto investigação clínica, médica e odontológica para o qual o National Health and Medical Research Council (NHMRC) é o principal responsável. Estabelecido como um órgão independente, sob o Conselho Australiano de Investigação Ato de 2001, o ARC envia relatórios para o ministro do governo australiano, atualmente, o ministro da educação e da formação. O ARC é a principal fonte de informação para o governo do investimento nacional no esforço de investigação.

## Áreas funcionais

### Programa Nacional de Bolsas Competitivas
Os fundos ARC de investigação e dos investigadores, sob o Nacional Programa de Bolsas Competitivas (NCGP).
Como parte do seu compromisso para promover a capacidade criativa e habilidades mais promissores dos pesquisadores australianos, o NCGP oferece:
- o suporte para a mais alta qualidade de trabalhos de investigação conducentes à descoberta de novas ideias e o avanço do conhecimento
- assistência financeira para instalações e equipamentos que os investigadores necessitam de ser competitivo internacionalmente
- apoio à formação e desenvolvimento de competências de a próxima geração de investigadores
- incentivos para a Austrália mais talentosos investigadores a trabalhar em parceria com os principais pesquisadores de todo o sistema de inovação nacional e internacionalmente, e formar parcerias com a indústria australiana.

O NCGP compreende dois elementos principais—Descoberta e Ligação—em que os fundos da ARC de uma variedade de regimes complementares de apoio aos pesquisadores em diferentes estágios de suas carreiras, construir a capacidade australiana de pesquisa, expandir e ampliar redes de pesquisa e colaborações, e desenvolver centros de excelência em pesquisa.
O mais recente relatório anual e plano corporativo (anteriormente plano estratégico) estão disponíveis a partir da secção de Publicações do ARC do site. ARCO de Bolsas de Pesquisa é projetada para tornar mais fácil para o público, para encontrar detalhes sobre os projectos da ARC de investigação financiados desde 2001, incluindo por via electrónica e em papel de investigação propostas de financiamento.

### Excelência em Pesquisa na Austrália
ARCO administra a Excelência em Pesquisa na Austrália (ERA), o quadro de avaliação de pesquisa  nacional da Austrália. A ERA identifica e promove a excelência em todo o espectro de atividade de pesquisa em instituições de ensino superior.
A ERA produz uma abrangente avaliação da qualidade da investigação produzida nas universidades australianas comparando com padrões nacionais e internacionais de referência. As classificações são determinadas e moderado por comissões de ilustres pesquisadores, elaborado a partir de Austrália e no exterior. A unidade de avaliação é amplamente definido como o campo de pesquisa por dentro de uma instituição com base no Padrão de Classificação da Austrália e Nova Zelândia (ANZSRC).
A ERA baseia-se em revisão de especialistas informado por um conjunto de indicadores. Os indicadores utilizados na ERA incluem uma série de parâmetros, tais como a citação de perfis que são comuns às disciplinas de ciências, e revisão por pares, de uma amostra de resultados de pesquisa, que é mais comum nas ciências humanas e sociais.
Um conjunto de disciplinas específicas de indicadores tem sido desenvolvido em estreita colaboração com a comunidade de pesquisa. Essa abordagem garante que os indicadores utilizados são adequados e necessários, o que minimiza os recursos ônus da ERA do governo e universidades, e assegura que as avaliações da ERA sejam robustos e amplamente aceitos.
A primeira rodada completa da ERA ocorreu em 2010 e os resultados foram publicados no início de 2011. Esta foi a primeira vez que um país caldo da disciplina de pontos fortes e áreas de desenvolvimento foram conduzidos na Austrália. Há duas rodadas subsequentes da ERA em 2012 e 2015.
A integridade da investigação
ARC de investigação financiado é esperado que, em conformidade com as éticos, legais e profissionais de quadros, obrigações e normas em um ambiente de pesquisa apoiado por uma cultura de integridade.
- ARC integridade da investigação e investigação de má conduta política: Para salvaguardar a integridade da ARC da análise entre pares, conceder a seleção, pesquisa de processos de avaliação, as recomendações de financiamento, e os resultados da investigação, a ARC a integridade da investigação e investigação de má conduta política, requer instituições que informe o ARC os detalhes de integridade de pesquisa ou de investigação de má conduta assuntos que têm sido investigados e resultou em medidas correctivas ou medidas disciplinares. Ele também descreve os caminhos através da ARC através de denúncias de violações de integridade pode ser encaminhados às instituições de investigação.
- Os códigos nacionais e declarações sobre ética em pesquisa: A ARC a integridade da investigação e investigação de má conduta política complementa ARC regras de financiamento, que exigem conformidade com o Código Australiano para a Conduta Responsável em Pesquisa (2007) e outros aplicáveis códigos nacionais e com as orientações e documentos subsequentes.
- Comitê Australiano de Integridade na Pesquisa: O Comité Australiano de Integridade na Pesquisa (ARIC) é um órgão independente, estabelecida em conjunto pela ARC e a NHMRC, para fornecer um sistema para avaliar as respostas institucionais às alegações de erro da pesquisa.

## Avaliação do ciclo de ARC—bolsas de investigação
Etapa 1, as regras de financiamento
- Regras de financiamento são aprovadas pelo ministro
- Publicado no website da ARC
- O setor é avisado da disponibilidade

Etapa 2, propostas
- Instruções para os candidatos, a exemplo de formulário de candidatura e FAQs publicado no site da ARC
- Candidaturas são apresentadas por organizações elegíveis, o regime correspondente data de encerramento

Etapa 3, Avaliação
- As propostas são consideradas contra os critérios de elegibilidade e conformidade com as regras de financiamento
- As propostas são avaliadas por avaliadores independentes na avaliação inicial
- Os candidatos poderão ser dada a oportunidade de responder aos avaliadores " escrito comentários
- As propostas são avaliadas pela ARC relacionadas ao campo, como especialistas de faculdade ou uma seleção do comitê consultivo

Etapa 4, Seleção
- Os colégios de especialistas ou de seleção do comitê consultivo para considerar todas as propostas, a classificação de cada proposta em relação a outras propostas na mesma disciplina cluster, e recomenda orçamentos para o altamente classificado propostas

Etapa 5, a Aprovação de financiamento
- O CEO da ARC fornece recomendações ao ministro, com as propostas a serem aprovadas para financiamento, as propostas não recomendadas para financiamento, e o nível de financiamento e duração dos projetos
- Ministro considera recomendações e aprova e anuncia financiamento de resultados